# John Wilson (matemático)
John Wilson (6 de agosto de 1741 - 18 de octubre de 1793) fue un matemático y juez británico. Alumno destacado de la Universidad de Cambridge, compaginó su carrera como juez con su actividad en el campo de las matemáticas y como miembro de la Royal Society. El teorema de Wilson lleva su nombre.

## Semblanza
Wilson nació en 1741 en la pequeña villa de Applethwaite (Westmorland), perteneciente a la región de Cumbria (en el noroeste de Inglaterra). Asistió a la escuela en la localidad de Staveley, antes de incorporarse al colegio universitario de Peterhouse de Cambridge en 1757. Allí fue alumno de Edward Waring. Fue Senior Wrangler en 1761.
En 1764 fue elegido miembro de Peterhouse y enseñó matemáticas en Cambridge con gran habilidad, ganando rápidamente una excelente reputación. Sin embargo, no continuaría en el mundo de la docencia universitaria, pues en 1766 comenzó a ejercer como abogado, actividad en la que también desarrolló una carrera muy exitosa.
Más tarde fue nombrado caballero y se convirtió en Miembro de la Royal Society en 1782. Fue juez de litigios ordinarios desde 1786 hasta su muerte. Falleció en 1793 en la localidad de Kendal (Westmorland).